# Branson (Colorado)
Branson és una població dels Estats Units a l'estat de Colorado. Segons el cens del 2000 tenia 77 habitants.

## Demografia
Segons el cens del 2000, Branson tenia 77 habitants, 37 habitatges, i 24 famílies. La densitat de població era de 118,9 habitants per km².
Dels 37 habitatges en un 32,4% hi vivien nens de menys de 18 anys, en un 45,9% hi vivien parelles casades, en un 16,2% dones solteres, i en un 35,1% no eren unitats familiars. En el 35,1% dels habitatges hi vivien persones soles el 18,9% de les quals corresponia a persones de 65 anys o més que vivien soles. El nombre mitjà de persones vivint en cada habitatge era de 2,08 i el nombre mitjà de persones que vivien en cada família era de 2,63.
Per edats la població es repartia de la següent manera: un 26% tenia menys de 18 anys, un 1,3% entre 18 i 24, un 29,9% entre 25 i 44, un 20,8% de 45 a 60 i un 22,1% 65 anys o més.
L'edat mediana era de 42 anys. Per cada 100 dones de 18 o més anys hi havia 62,9 homes.
La renda mediana per habitatge era de 24.583 $ i la renda mediana per família de 23.214 $. Els homes tenien una renda mediana de 19.167 $ mentre que les dones 20.000 $. La renda per capita de la població era de 14.933 $. Entorn del 26,9% de les famílies i el 25% de la població estaven per davall del llindar de pobresa.

## Poblacions més properes
El següent diagrama mostra les poblacions més properes.